# Subergorgia reticulata
Subergorgia reticulata är en korallart som först beskrevs av Ellis och Daniel Solander 1786.  Subergorgia reticulata ingår i släktet Subergorgia och familjen Subergorgiidae. Inga underarter finns listade i Catalogue of Life.